# Лидже (Дагестан)
Лидже (таб. Лижва) — село в Табасаранском районе Дагестана. Входит в сельское поселение «Сельсовет „Аракский“».

## Географическое положение
Расположено в 3,8 км к северо-востоку от районного центра села Хучни.

## Население
| 1895 | 1926 | 1939 | 1970 | 1989 | 2002 | 2010 |
| ---- | ---- | ---- | ---- | ---- | ---- | ---- |
| 261  | ↗314 | ↗346 | ↘280 | ↘220 | ↗261 | ↘247 |
| 2021 |      |      |      |      |      |      |
| ↘162 |      |      |      |      |      |      |

## Инфраструктура

### Здравоохранение
- Фельдшерский пункт.[9]